# Seegfrörni

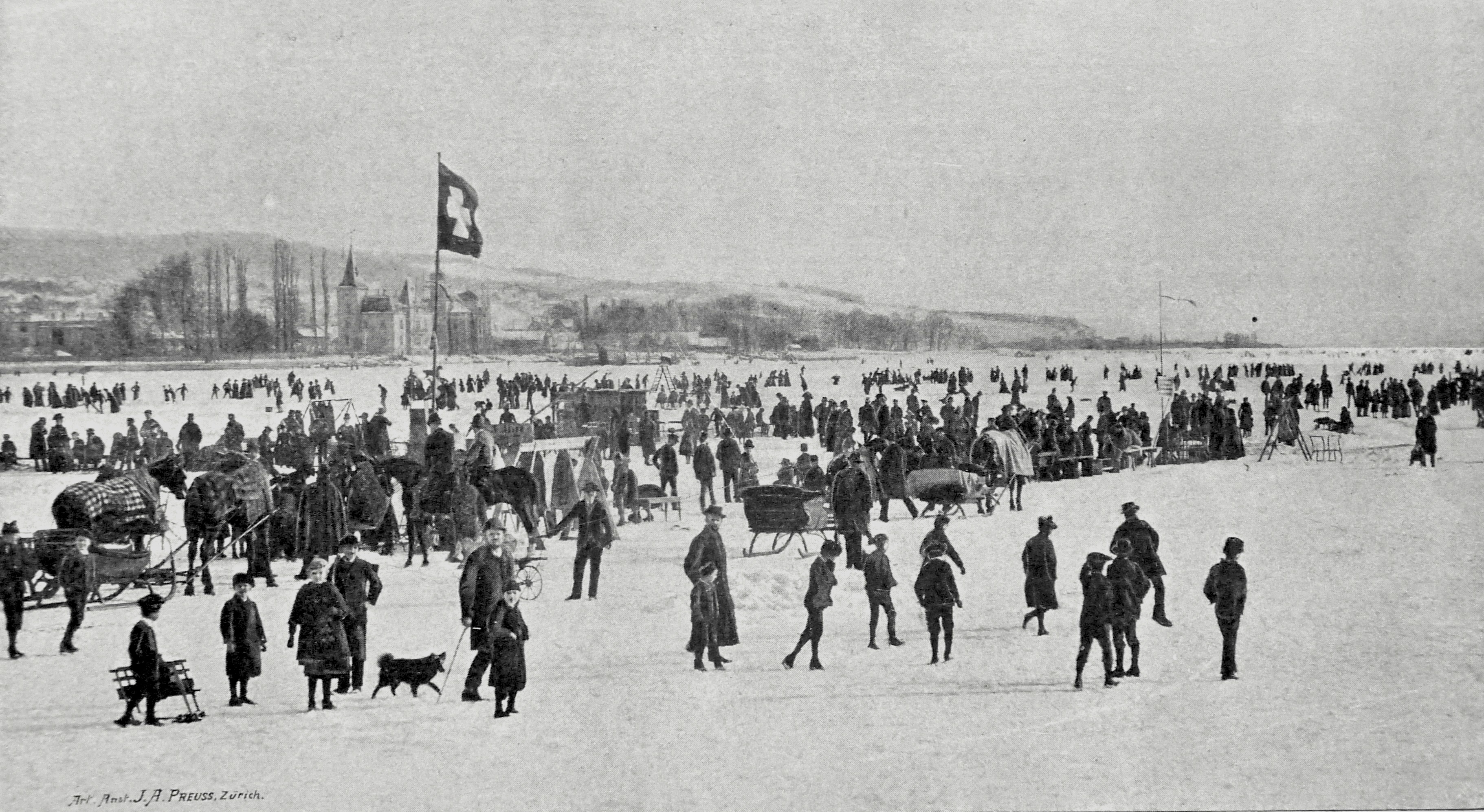
Zürichsee 1891

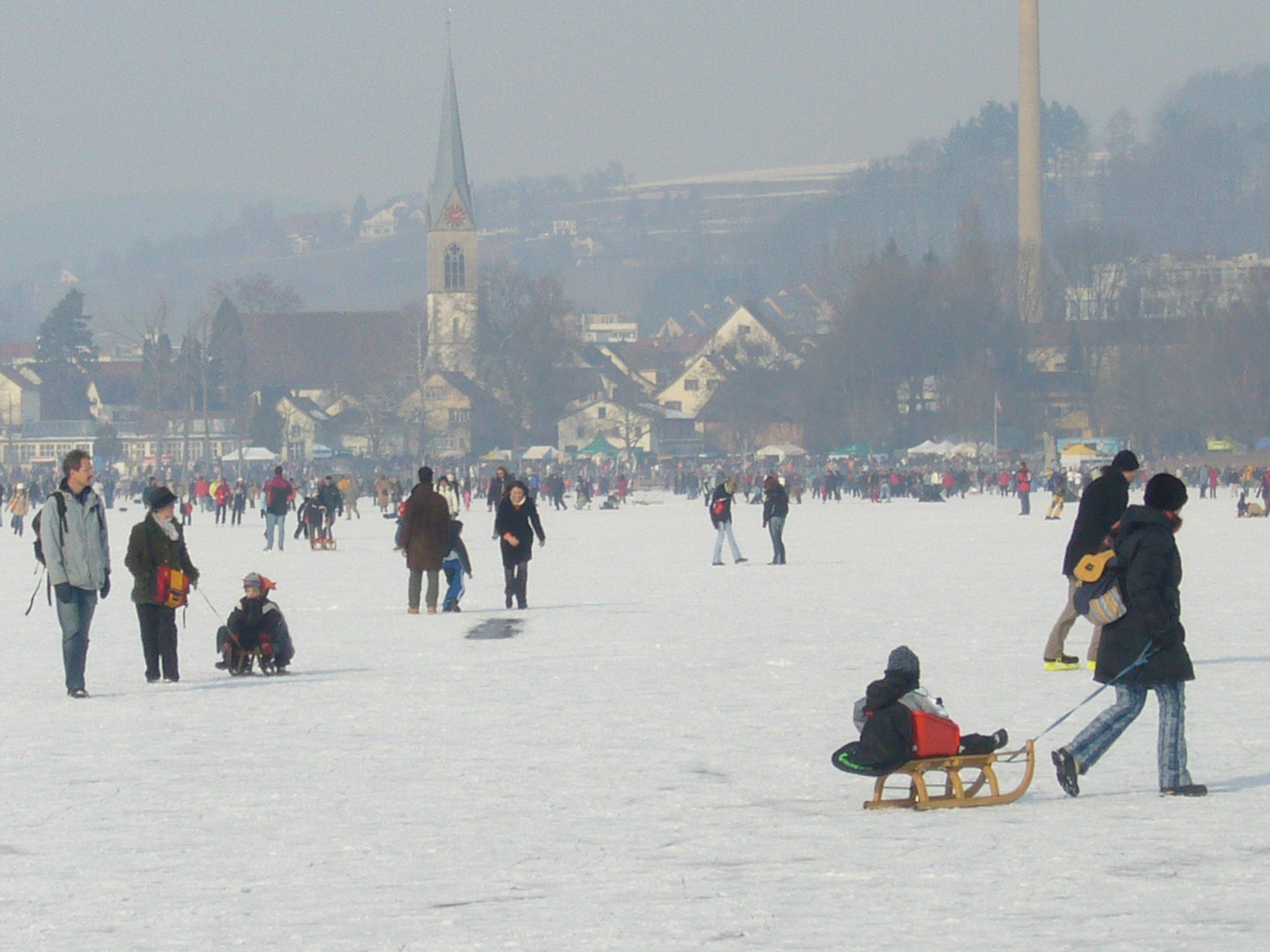
Seegfrörni 2006 auf dem Pfäffikersee

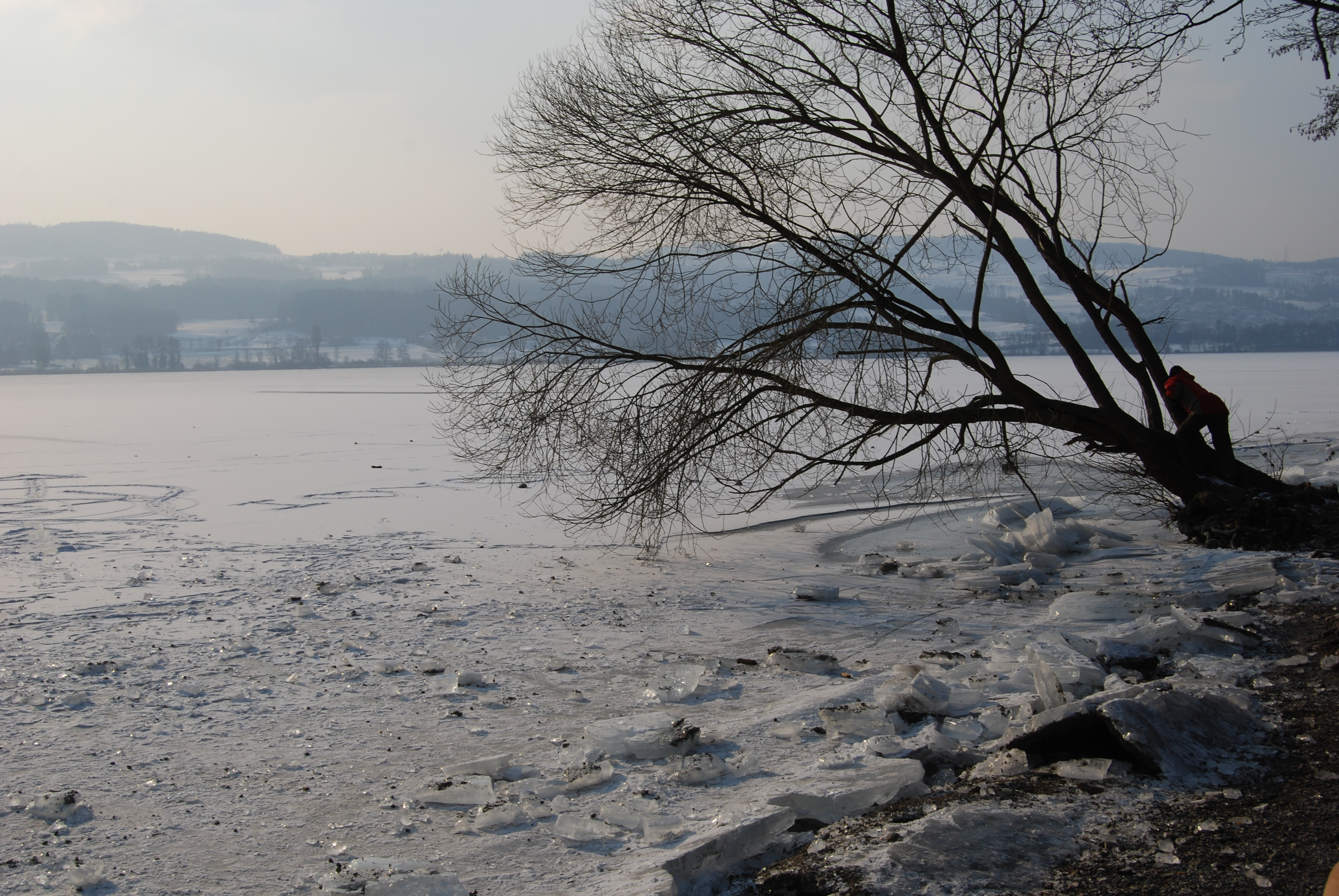
Seegfrörni 2012 auf dem Greifensee

Als Seegfrörni (ausgesprochen mit langem /ö/) bezeichnet man in der Schweiz das komplette Zugefrieren oder Zugefrorensein eines Sees. Sein Eis muss so dick sein, dass man den gesamten See betreten und überqueren kann. Der hochalemannische Begriff wurde 1963 in den Duden aufgenommen. In Süddeutschland und westlichen Teilen Österreichs wird überwiegend die bodenseealemannische Variante Seegfrörne (siehe Seegfrörnen des Bodensees) oder die verhochdeutschte Form Seegefrörne verwendet.
Während kleinere, flache Seen in jedem kälteren Winter zufrieren, ist das bei grösseren Seen ein seltenes Naturschauspiel, das Menschenmassen auf die jeweilige Eisfläche lockt. Die letzten grossen Gfrörnen in Mitteleuropa fanden im Winter 1962/63 statt, als z. B. der Bodensee und der Zürichsee von einer dicken, begehbaren Eisschicht überzogen waren. Einige Schweizer Seen, wie etwa der Brienzersee oder der Urnersee, sind in historischer Zeit noch nie zugefroren.

## Entstehung
Der Prozess der Abkühlung beginnt bereits im Spätsommer und wird durch klare Nächte, Schneefall und kalte, kräftige Winde gefördert; die erste Eisbildung findet allerdings bei ruhigem Wasser schneller statt, da dann weniger Vermischung mit tieferem, noch wärmerem Wasser stattfindet. Generell gilt, dass ein tiefer See länger als ein flacherer braucht, um abzukühlen. Allerdings spielen auch andere Faktoren eine Rolle wie warme Zuflüsse aus Kläranlagen, Kühlwasser von Kraftwerken oder angrenzende Berge, welche die Sonnenwärme reflektieren. Da Wasser bei 4 Grad Celsius seine grösste Dichte besitzt, bleibt das kältere Wasser an der Oberfläche und der See gefriert von oben her erst zu, wenn der See bis in die Tiefe kälter als 4 Grad ist. In der Tiefe kühlt der See danach kaum noch ab, da keine Konvektion mehr auftritt.